# You Spin Me Round (Like a Record)
You Spin Me Round (Like a Record) — сингл британського гурту Dead or Alive з їх другого альбому Youthquake (1985).
Сингл випущений в 1984 році, та займав перше місце в чартах Великої Британії 17 неділь поспіль. Це був перший хіт №1 тріо продюсерів Stock Aitken Waterman. 17 серпня того ж року сингл посів 11 місце в Billboard Hot 100. В 2003 році журнал Q помістив сингл на 981 місце в їх списку "1001 найкращих пісень ", а у 2015 році британською громадськістю було поміщено пісню на 17 місце кращих пісень 80-х у опитуванні для ITV.
Музикант і актор Гері Кемп охарактеризував пісню як "один з найкращих записів білого танцю всіх часів".

## Написання
Вокаліст Піт Бернс якось розповів що для написання пісні "You Spin Me Round" він взяв для натхнення дві пісні:
Як я написав «Spin Me»? Я слухав пісню Лютера Вандросса, 'I Wanted Your Love'. Це не копіювання музики, але я саме так створюю музику - Я щось чую і накладую ще одну мелодію повер цієї. Я не сидів і не вивчав альбом Лютера Вандросса - я почув пісню, і вона зациклилася в мені. [...] Я намагаюся структурувати музику і знав, чого хочу. [...] Це як зробити це, зроби те, те, те - і раптом бам, і ти отримуєш хіт. Я не хотів переспівувати пісню Лютера Вандросса, але все одно я можу заспівати по тій самій схемі. І був ще один запис, Маленької Ніл, під назвою "See You 'Round Like A Record". [...] Отож у мене були ці дві пісні, Лютера Вандросса [sic] і Маленької Нілл і - бінго! - справу зроблено.— Піт Бернс, Freak Unique (2007)
За словами Бернса, звукозаписна компанія без ентузіазма ставилася до "You Spin Me Round", настільки, що Бернс повинен був взяти кредит на суму 2500 фунтів стерлінгів, щоб записати її, а потім, коли сингл був записаний ", звукозаписна компанія заявила, що це жахливо. Всі в один голос кричали що це відстій та сміття. Проте Бернс згодом заявив що група самостійно спродюсує музичне відео до синглу.
Струни були основані на класичному творі Ріхарда Вагнера "Політ валькірій".
Під час інтервью  The Reunion: The Hit Factory радіо BBC Radio 4, у квітні 2015 року Бернс заявив, що конфронтаційне ставлення продюсерів зустрічалося з однаково конфронтаційним ставленням з боку гурту до них і що це призвело до "досить поганого настрою" протягом усього студійного часу, описуючи цей досвід як "час інтенсивного тертя ».

## Перевидання
Ремікс-версія "You Spin Me Round" була випущена в 2003 році, тоді ж вийшов альбом Dead or Alive з кращими хітами Evolution. Пісня сягнула 23 місця в UK Singles Chart. Оригінальний запис 1984 року був перевиданий 30 січня 2006 року під час спірного періоду співака Піта Бернса як учасника телевізійного серіалу «Celebrity Big Brother», пісня сягнула 5 позначки.
Раніші ремікси були у 1996 та 1997 роках (деякі включені до американських, європейських та австралійських видань альбому Nukleopatra). У 1999 році всі ремікси були випущені в США у вигляді набору з 2-х CD. Перший диск містив сім міксів "You Spin Me Round", а на другому диску - п'ять міксів "Sex Drive". У 2000 році нові мікси з'явилися на альбомі Fragile, а в 2001 - на Unbreakable: The Fragile Remixes. Для них не було зроблено жодного відео.

## Чарти
Пісня була перевидана три рази з моменту її оригінального написання в 1984 році. Кожен раз, коли сингл виходив, він досягав успіху, але не зміг відповідати успіху оригіналу.
За словами Бернса, 12-дюймовий сингл становив понад 70% від початкових продажів You Spin Me Round, і оскільки вони вважали звукозаписну платівку рекламним інструментам, а не продажами, групі довелося погрожувати судовими діями проти лейблу, перш ніж вони отримали на пісню права.
| Чарт (1985)                                                | Вища сходинка |
| ---------------------------------------------------------- | ------------- |
| Australia (Kent Music Report)                              | 3             |
| Австрія (Ö3 Austria Top 75)                                | 10            |
| Бельгія (Ultratop Flanders)                                | 3             |
| Canada Top Singles (RPM)                                   | 1             |
| Франція (SNEP)                                             | 29            |
| Ірландія (IRMA)                                            | 1             |
| Italy (FIMI)                                               | 3             |
| Japan (Oricon)                                             | 54            |
| Нідерланди (Dutch Top 40)                                  | 6             |
| Нідерланди (Mega Single Top 100)                           | 4             |
| Нова Зеландія (RIANZ)                                      | 6             |
| Норвегія (VG-lista)                                        | 6             |
| Poland (LP3)                                               | 6             |
| Швейцарія (Media Control AG)                               | 1             |
| Велика Британія (Official Charts Company)                  | 1             |
| US Billboard Hot 100                                       | 11            |
| US Billboard Hot Dance Club Play                           | 4             |
| US Billboard Hot Dance Music/Maxi-Singles Sales            | 4             |
| US Cash Box                                                | 13            |
| Федеративна Республіка Німеччина (Чарти GfK Entertainment) | 2             |

| Чарт (1996)      | Вища сходинка |
| ---------------- | ------------- |
| Австралія (ARIA) | 28            |

| Chart (2003)                              | Peak position |
| ----------------------------------------- | ------------- |
| Australia (ARIA)                          | 62            |
| Germany (Media Control Charts)            | 96            |
| Ірландія (IRMA)                           | 47            |
| Ireland Dance (IRMA)                      | 9             |
| Шотландія (Official Charts Company)       | 28            |
| Велика Британія (Official Charts Company) | 23            |
| US Billboard Hot Dance Club Play          | 21            |

| Чарт (2006)                               | Вища сходинка |
| ----------------------------------------- | ------------- |
| Ірландія (IRMA)                           | 26            |
| Ireland Dance (IRMA)                      | 8             |
| Шотландія (Official Charts Company)       | 1             |
| Велика Британія (Official Charts Company) | 5             |

| Чарт (1985)                          | Позиція |
| ------------------------------------ | ------- |
| Australia (Kent Music Report)        | 13      |
| Belgium (Ultratop 50 Flanders)       | 43      |
| Canada Top Singles (RPM)             | 16      |
| Germany (Official German Charts)     | 15      |
| Italy (FIMI)                         | 14      |
| Netherlands (Dutch Top 40)           | 57      |
| Netherlands (Single Top 100)         | 46      |
| New Zealand (Recorded Music NZ)      | 36      |
| Switzerland (Schweizer Hitparade)    | 14      |
| UK Singles (Official Charts Company) | 19      |

| Chart (2006)                         | Position |
| ------------------------------------ | -------- |
| UK Singles (Official Charts Company) | 99       |

| Регіон                                             | Сертифікація | Продажі  |
| -------------------------------------------------- | ------------ | -------- |
| Канада (Music Canada)                              | Золотий      | 50,000^  |
| Велика Британія (BPI)                              | Золотий      | 500 000^ |
| ^відвантаження, що базуються лише на сертифікаціях |              |          |

## Версія гурту Dope
Нью-метал гурт Dope  написав кавер  на пісню, до свого дебютного альбому Felons and Revolutionaries; кавер також з'явився як саундтрек у фільмі Американський психопат Іерсія групи стала першою піснею що потрапила в чарт та зайняла 37 місце у Hot Mainstream Rock Tracks.

### Трек-лист
| #  | Назва                               | Тривалість |
| -- | ----------------------------------- | ---------- |
| 1. | «You Spin Me Round (Like a Record)» | 2:43       |

### Позиція в чартах
| Чарт (2000)                             | Вища сходинка |
| --------------------------------------- | ------------- |
| US Billboard Hot Mainstream Rock Tracks | 37            |

## Кавер версія Джессіки Сімпсон
Версія пісні Джессіки Сімпсон була випущена як промо-сингл зі свого п'ятого студійного альбому A Public Affair у 2006 році. Її версія пісні не змогла пробитися до "Billboard Hot 100" (хоча вона досягла №20 на "Bubbling Under Hot 100 Singles"). У версії Сімпсон з'явилася нова лірика але зберігається хор пісні.
| Чарт (2007)                         | Вища сходинка |
| ----------------------------------- | ------------- |
| US Billboard Bubbling Under Hot 100 | 20            |
| US Billboard Pop 100                | 95            |

## Інші версії пісні
Danzel та Джіджі Д'агостіно  також зробили ремікси пісні. Версія Данзеля досягла 32 позиції у чарті Бельгії.
Flo Rida разом з Kesha випустили спільний сингл "Right Round", до якої додали елементи з оригінальної версії.
У 2023 році Нетта виконала кавер на пісню в рамках триб’юту музики з Ліверпуля на Євробаченні 2023.

## Трек-лист
1985, Epic – 49-05208; 1989, Epic – 49H69181
1. "You Spin Me Round (Like a Record)" (Murder Mix) – 8:00
2. "Misty Circles" (Extended Version) – 9:10

1997, Epic – 49-78588
1. "You Spin Me Round (Like a Record)" (Murder Mix) – 8:00
2. "Brand New Lover" – 9:10

1999, Cleopatra – CLP 0533-2
- CD1

1. "You Spin Me Round (Like a Record)" (Sugar Pumpers Radio Edit) – 3:38
2. "You Spin Me Round (Like a Record)" (Cleopatra Radio Edit) – 4:13
3. "You Spin Me Round (Like a Record)" (Marc Antonine Radio Edit) – 3:21
4. "You Spin Me Round (Like a Record)" (Sugar Pumpers Extended Mix) – 5:11
5. "You Spin Me Round (Like a Record)" (Sugar Pumpers Pumpin Mix) – 7:05
6. "You Spin Me Round (Like a Record)" (Vicious Mix) – 8:10
7. "You Spin Me Round (Like a Record)" (Marc Antonine Club Mix) – 7:00

- CD2

1. "Sex Drive" (Radio Edit) – 2:52
2. "Sex Drive" (Scream Driven Edit) – 3:54
3. "Sex Drive" (Dead or Alive Original Mix) – 6:39
4. "Sex Drive" (Scream Driven Mix) – 6:59
5. "Sex Drive" (Pee Wee Remix) – 5:56

2003, Epic 673578 2
1. "You Spin Me Round (Like a Record)" (Metro 7" Edit) – 3:46
2. "You Spin Me Round (Like a Record)" (Metro 12" Extended Mix) – 6:55
3. "You Spin Me Round (Like a Record)" (Punx Soundcheck Vs Princess Julia) – 5:47
4. "You Spin Me Round (Like a Record)" (Original 7" Mix) – 3:16

2006, Epic 82876 806212
1. "You Spin Me Round (Like a Record)" (Original 7" Mix) – 3:16
2. "You Spin Me Round (Like a Record)" (Performance Mix) – 7:27
3. "You Spin Me Round (Like a Record)" (Metro 7" Edit) – 3:46
4. Video: "You Spin Me Round (Like A Record)" – 3:44